# 예쁜청개구리
예쁜청개구리(magnificent tree frog; splendid tree frog)는 1977년에 발견된, 오스트레일리아 원산의 청개구리이다. 노던 준주와 웨스턴오스트레일리아주 북서해안의 제한된 지역에서만 발견된다. 유전적으로 가까운 흔한 종인 호주청개구리와 비슷하게 생겨서 혼동의 여지가 있다.